# Aeroportul Municipal Wichita Falls
Aeroportul Municipal Wichita Falls (IATA: SPS, ICAO: KSPS, FAA LID: SPS) este un aeroport din Texas, Statele Unite ale Americii. Aeroportul a fost tranzitat în 2019 de 80.836 de pasageri.
Situat la o altitudine de 311 m, aeroportul dispune de 4 piste.

## Infrastructură

### Piste
Aeroportul dispune de 4 piste: 
- pista 15C/33C, cu dimensiunile 10.002 picioare × 150 picioare
- pista 15L/33R, cu dimensiunile 6.000 picioare × 150 picioare
- pista 15R/33L din beton, cu dimensiunile 13.100 picioare × 300 picioare
- pista 17/35 din asfalt, cu dimensiunile 7.021 picioare × 150 picioare